# Allan Pettersson
Gustaf Allan Pettersson, född 19 september 1911 vid Granhammars slott i Västra Ryds socken i Uppland, död 20 juni 1980 i Maria Magdalena församling i Stockholm, var en svensk tonsättare. Han anses som en av Sveriges största symfoniker och har jämförts med Mahler och Sjostakovitj genom sina stort upplagda och känslomässigt högspända symfonier.

## Biografi
Pettersson levde större delen av sitt liv på Södermalm i Stockholm, där han växte upp under fattiga förhållanden. Han föddes dock när familjen en kortare period bodde utanför staden. Fadern var smed och modern sömmerska. Pettersson började på eget initiativ spela violin. Under sin studietid vid musikkonservatoriet i Stockholm övergick han till viola. Han var anställd i Stockholms Konsertförenings orkester 1939–1951. De sista decennierna av sitt liv var han i hög grad rörelsehindrad på grund av svår reumatism. Ett år före sin död tilldelades han professors namn av regeringen.
Pettersson studerade komposition i Stockholm under 1940-talet för Otto Olsson och Karl-Birger Blomdahl samt i Paris i början av 1950-talet för René Leibowitz. Han kom aldrig att tillhöra någon gruppering av tonsättare utan är högst individuell. Hans musik är en blandning av traditionella och modernistiska uttryckssätt.
Petterssons sjutton symfonier, varav den första och den sista är ofullbordade, utgör huvuddelen av hans produktion. Den sjunde symfonin som uruppfördes 1968 blev hans genombrott och har etablerat sig som ett repertoarverk hos svenska orkestrar. Petterssons symfonier saknar – med tre undantag, nr 3, nr 8 och nr 12 – indelning i satser. De är mellan 25 och 70 minuter långa – de flesta dock 40–50 minuter.
Allan Petterssons musik är känd även internationellt. Ett exempel på detta är att många skivinspelningar av hans verk har gjorts i Tyskland.
Petterssons tolfte symfoni med undertiteln De döda på torget komponerades för Uppsala universitets 500-årsjubileum 1977. Den är skriven för kör och orkester och består av tonsatta dikter ur Canto General av Pablo Neruda. Dikterna handlar om militärens mord på demonstranter i Chile 1946. Innehållet i dessa dikter stämde överens med Petterssons samhällsengagemang för "den lilla människan". Hans engagemang var enligt hans egen utsago inte politiskt utan allmänmänskligt.
Utöver symfonierna komponerade han tre konserter för stråkorkester, kantaten Vox humana som liksom tolfte symfonin bygger på latinamerikanska dikter, två violinkonserter – den första för violin och stråkkvartett – och en violakonsert. Viktiga är även hans 24 Barfotasånger till egna texter, skrivna 1943–1945. Pettersson använder musikaliska citat ur dessa sånger i vissa symfonier och inte minst i den andra violinkonserten, som bygger på sången "Herren går på ängen". 
Några dirigenter som engagerat sig särskilt för Petterssons verk är Tor Mann, Antal Doráti, Sergiu Comissiona och Christian Lindberg.
Pettersson är gravsatt i Högalidskyrkans kolumbarium.

## Priser och utmärkelser
- 1963 – Spelmannen
- 1968 – Stora Christ Johnson-priset för Mesto, sats 2 ur Stråkkonsert nr 3
- 1970 – Ledamot nr 741 av Kungliga Musikaliska Akademien
- 1974 – Atterbergpriset
- 1977 – Litteris et Artibus
- 1979 – Professors namn

## Verkförteckning

### Orkestermusik
- Konsert nr 1 för stråkorkester, 1949–50
- Symfoni nr 1, ofullbordad, två versioner finns, 1951 (bearbetad fram till ca 1957)
- Symfoni nr 2, 1952–53
- Symfoni nr 3, 1954–55
- Konsert nr 2 för stråkorkester, 1956
- Konsert nr 3 för stråkorkester, 1956–57, ur vilken andra satsen, Mesto, ofta har spelats separat
- Symfoni nr 4, 1958–59
- Symfoni nr 5, 1960–62
- Symfoni nr 6, 1963–66
- Symfoni nr 7, 1966–67
- Symfoni nr 8, 1968–69
- Symfoni nr 9, 1970
- Symfoni nr 10, 1972
- Symfoni nr 11, 1973
- Symfonisk sats, 1973
- Symfoni nr 12, De döda på torget, för blandad kör och orkester, 1974
- Symfoni nr 13, 1976
- Konsert nr 2 för violin och orkester, 1977–78/1980
- Symfoni nr 14, 1978
- Symfoni nr 15, 1978
- Symfoni nr 16 för solistisk altsaxofon och orkester, 1979
- Konsert för viola och orkester, 1979
- Symfoni nr 17, ofullbordad, 1980

### Kammarmusik
- Två elegier för violin och piano, 1934
- Fyra improvisationer för violin, viola och violoncell, 1936
- Andante espressivo för violin och piano, 1938
- Romanza för violin och piano, 1942
- Fuga i E för oboe, klarinett och fagott, 1948
- Konsert för violin och stråkkvartett (Violinkonsert nr 1), 1949
- Sju sonater för två violiner, 1951

### Soloverk
- Fantasie pour alto seul (Fantasi för soloviola), 1936
- Lamento för piano, 1945

### Vokalmusik
- Sex sånger för röst och piano, 1935
- Barfotasånger, 24 sånger för röst och piano till texter av tonsättaren, 1943–45
  - 1. Visa i sorgton; 2. Klokar och knythänder; 3. Fattig är Mor; 4. Kärleken går vilse; 5. Stjärnan och gallret; 6. Nånting man mist; 7. Blomma säj; 8. Vintervisa; 9. Liten ska vänta; 10. Jungfrun och ljugarpust; 11. En spelekarls himlafärd; 12. Du vet; 13. Du lögnar; 14. Herren går på ängen; 15. Hundarna vid havet; 16. Kivlynnte liten; 17. Jag tänker på ting; 18. Blomma vid min fot; 19. Rymmaren; 20. Min längtan; 21. Nu väntar man vinter; 22. Vännen i söndagslandet; 23. Mens flugorna surra; 24. Han ska släcka min lykta
- Vox humana, kantat för sångsolister, blandad kör och stråkorkester, 1974

## Diskografi

### Orkestermusik
- Symfoni nr 1 (framförandeversion av Christian Lindberg efter Allan Petterssons ofullbordade manuskript)
  - Norrköpings Symfoniorkester/Christian Lindberg (2011, BIS-CD-1860)
- Symfoni nr 2
  - Radiosymfonikerna/Stig Westerberg (1966, Swedish Society SCD 1012)
  - BBC Scottish SO/Alun Francis (1994, cpo 999 281-2)
  - Norrköpings Symfoniorkester/Christian Lindberg (2011, BIS-CD-1860)
- Symfoni nr 3
  - Rundfunk-Sinfonieorchester Saarbrücken/Alun Francis (1994, cpo 999 223-2)
  - Norrköpings Symfoniorkester/Leif Segerstam (1994, BIS-CD-680)
- Symfoni nr 4
  - Rundfunk-Sinfonieorchester Saarbrücken/Alun Francis (1994, cpo 999 223-2)
  - Norrköpings Symfoniorkester/Christian Lindberg (2014, BIS-CD-2110)
- Symfoni nr 5
  - Berliner Sibelius Orchester/Andreas Peer Kähler (1986, Bluebell ABCD 015)
  - Malmö Symfoniorkester/Moshe Atzmon (1990, BIS-CD-480)
  - Rundfunk-Sinfonieorchester Saarbrücken/Alun Francis (1995, cpo 999 284-2)
- Symfoni nr 6
  - Norrköpings Symfoniorkester/Okko Kamu (1976, CBS Masterworks 76553)
  - Deutsches Symphonie-Orchester Berlin/Manfred Trojahn (1993, cpo 999 124-2)
  - Norrköpings Symfoniorkester/Christian Lindberg (2012, BIS-SACD-1980)
- Symfoni nr 7
  - Stockholmsfilharmonikerna/Antal Doráti (1969, Swedish Society SCD 1002)
  - Philharmonisches Staatsorchester Hamburg/Gerd Albrecht (1991, cpo 999 190-2)
  - Radiosymfonikerna/Sergiu Comissiona (1991, Caprice CAP 21411)
  - Norrköpings Symfoniorkester/Leif Segerstam (1992, BIS-CD-580)
- Symfoni nr 8
  - Baltimore Symphony Orchestra/Sergiu Comissiona (1978, Polar POLS 289/1980, Deutsche Grammophon DG 2531 176)
  - RSO Berlin/Thomas Sanderling (1988, cpo 999 085-2)
  - Philharmonisches Staatsorchester Hamburg/Gerd Albrecht (Orfeo C 377 941)
  - Norrköpings Symfoniorkester/Leif Segerstam (1997, BIS-CD-880)
- Symfoni nr 9
  - Göteborgs Symfoniker/Sergiu Comissiona (1978, Philips 6767 951)
  - Deutsches Symphonie-Orchester Berlin/Alun Francis (1993, cpo 999 231-2)
  - Norrköpings Symfoniorkester/Christian Lindberg (2013, BIS-2038)
- Symfoni nr 10
  - Radio-Philharmonie Hannover des NDR/Alun Francis (1993/94, cpo 999 285-2)
  - Norrköpings Symfoniorkester/Leif Segerstam (1997, BIS-CD-880)
- Symfoni nr 11
  - Norrköpings Symfoniorkester/Leif Segerstam (1992, BIS-CD-580)
  - Radio-Philharmonie Hannover des NDR/Alun Francis (1993/94, cpo 999 285-2)
- Symfoni nr 12 för blandad kör och orkester ('De döda på torget')
  - Stockholms Filharmoniska Kör & Orkester/Carl Rune Larsson (1977, Caprice CAP 21369)
  - Radiokören, Eric Ericsons Kammarkör & Radiosymfonikerna/Manfred Honeck (2004, cpo 777 146-2)
  - Radiokören, Eric Ericsons Kammarkör, Norrköpings Symfoniorkester/Christian Lindberg (2021, BIS-2450 SACD)
- Symfoni nr 13
  - BBC Scottish SO/Alun Francis (1993, cpo 999 224-2)
  - Norrköpings Symfoniorkester/Christian Lindberg (2015, BIS-CD-2190)
- Symfoni nr 14
  - Stockholmsfilharmonikerna/Sergiu Comissiona (1981, Phono Suecia PS CD 12)
  - RSO Berlin/Johan Arnell (1991, cpo 999 191-2)
- Symfoni nr 15
  - Deutsches Symphonie-Orchester Berlin/Peter Ruzicka (1993, cpo 999 095-2)
  - Norrköpings Symfoniorkester/Leif Segerstam (1993, BIS-CD-680)
  - Norrköpings Symfoniorkester/Christian Lindberg (2022, BIS-CD-2480)
- Symfoni nr 16 för altsaxofon och orkester
  - Stockholmsfilharmonikerna/Yuri Ahronovitch; Frederick L Hemke (saxofon) (1984, Swedish Society SCD 1002)
  - Rundfunk-Sinfonieorchester Saarbrücken/Alun Francis; John-Edward Kelly (altsaxofon) (1995, cpo 999 284-2)
  - Norrköpings Symfoniorkester/Christian Lindberg; Jörgen Pettersson (altsaxofon) (2014, BIS-CD-2110)
- Symfoni nr 17 [fragment]
  - Norrköpings Symfoniorkester/Christian Lindberg (2019, BIS-SACD-2290)
- Symfonisk sats
  - Stockholmsfilharmonikerna/Yuri Ahronovitch (BIS-CD-423B)
  - BBC Scottish SO/Alun Francis (1994, cpo 999 281-2)
- Konsert nr 1 för stråkorkester
  - Radiosymfonikerna/Stig Westerberg (1975, Caprice CAP 21369)
  - Deutsche Kammerakademie Neuss/Johannes Goritzki (1993, cpo 999 225-2)
  - Musica Vitae, Växjö/Petter Sundkvist (2006, Caprice CAP 21739)
  - Nordiska Kammarorkestern Sundsvall/Christian Lindberg (2007, BIS-CD-1690)
- Konsert nr 2 för stråkorkester
  - Deutsche Kammerakademie Neuss/Johannes Goritzki (1993, cpo 999 225-2)
  - Musica Vitae, Växjö/Petter Sundkvist (2006, Caprice CAP 21739)
  - Nordiska Kammarorkestern Sundsvall/Christian Lindberg (2007, BIS-CD-1690)
- Konsert nr 3 för stråkorkester
  - Deutsche Kammerakademie Neuss/Johannes Goritzki (1993, cpo 999 225-2)
  - Nordiska Kammarorkestern Sundsvall/Christian Lindberg (2006, BIS-CD-1590)
- Mesto för stråkorkester ur Konsert nr 3
  - Radiosymfonikerna/Stig Westerberg (1961, Swedish Society SCD 1012)
- Konsert för violin och orkester ('Violinkonsert nr 2')
  - Radiosymfonikerna/Herbert Blomstedt; Ida Haendel (violin) (1980, Caprice CAP 21359)
  - Radiosymfonikerna/Thomas Dausgaard; Isabelle van Keulen (violin) (1999, cpo 777 199-2)
  - Norrköpings Symfoniorkester/Christian Lindberg; Ulf Wallin (violin) (2019, BIS-SACD-2290)
- Konsert för viola och orkester
  - Malmö Symfoniorkester/Lev Markiz; Nobuko Imai (viola) (1990, BIS-CD-480)
  - Norrköpings Symfoniorkester/Christian Lindberg; Ellen Nisbeth (viola) (2022, BIS-CD-2480)

### Kammarmusik
- Två elegier för violin och piano
  - Isabelle van Keulen (violin) & Enrico Pace (piano) (Koch 3-1651-2)
  - Martin Gelland (violin) & Lennart Wallin (piano) (1999, BIS-CD-1028)
  - Yamei Yu (violin) och Chia Chou (piano) (2011, MDG 307 1528-2)
  - Ulf Wallin (violin) & Thomas Hoppe (piano) (2023, BIS-SACD-2580)
- Fyra improvisationer för violin, viola och violoncell
  - Medlemmar ur Manderlingkvartetten (1994, cpo 999 169-2)
  - Ulf Wallin (violin), German Tcakulov (viola) & Alexander Wollheim (cello) (2023, BIS-SACD-2580)
- Andante espressivo för violin och piano
  - Martin Gelland (violin) & Lennart Wallin (piano) (1999, BIS-CD-1028)
  - Yamei Yu (violin) och Chia Chou (piano) (2011, MDG 307 1528-2)
  - Ulf Wallin (violin) & Thomas Hoppe (piano) (2023, BIS-SACD-2580)
- Romanza för violin och piano
  - Isabelle van Keulen (violin) & Enrico Pace (piano) (Koch 3-1651-2)
  - Martin Gelland (violin) & Lennart Wallin (piano) (1999, BIS-CD-1028)
  - Yamei Yu (violin) och Chia Chou (piano) (2011, MDG 307 1528-2)
  - Ulf Wallin (violin) & Thomas Hoppe (piano) (2023, BIS-SACD-2580)
- Fuga i E för oboe, klarinett och fagott
  - Albert Schweitzer-Kvintetten (1994, cpo 999 169-2)
- Konsert för violin och stråkkvartett ('Violinkonsert nr 1')
  - Mandelring-kvartetten; Ulf Hoelscher (violin) (1994, cpo 999 169-2)
  - Leipziger Streichquartett; Yamei Yu (violin) (2011, MDG 307 1528-2)
  - Ulf Wallin, Sueye Park, Daniel Vlashi Lukaçi (violin), German Tcakulov (viola), Alexander Wollheim (cello) & Thomas Hoppe (piano) (2023, BIS-SACD-2580)
- Sju sonater för två violiner
  - Josef Grünfarb och Karl-Ove Mannberg (Caprice CAP 21401)
  - Duo Gelland (1999, BIS-CD-1028)
  - Katharine Gowers och Vera Beths [endast sonat nr 5] (Koch 3-1651-2)
  - Yamei Yu och Andreas Seidel [sonaterna nr 2, 3 och 7] (2011, MDG 307 1528-2)

### Soloverk
- Fantasi för viola solo
  - Michael Scheitzbach (1994, cpo 999 169-2)
  - Ellen Nisbeth (2022, BIS-CD-2480)
- Lamento för piano
  - Volker Banfield (1994, cpo 999 169-2)
  - Lennart Wallin (1999, BIS-CD-1028)
  - Thomas Hoppe (2023, BIS-SACD-2580)

### Vokalmusik
- Sex sånger för röst och piano
  - Margot Rödin (sång) & Arnold Östman (piano) (1991, Swedish Society SCD 1033, insp. 1974)
  - Monica Groop (sång) & Cord Garben (piano) (1996, cpo 999 499-2)
  - Carl Johan Falkman (baryton) & Carl Otto Erasmie (piano) (1982, Bluebell Records Bell 136)
  - Torsten Mossberg & Anders Karlqvist (piano) (2012, Sterling CDA-1678, insp. 2005)
  - Peter Mattei & Bengt-Åke Lundin (piano) (2022, BIS-SACD-2584)
- Barfotasånger, 24 sånger för röst och piano
  - Margot Rödin & Erik Saedén, Arnold Östman (piano) (1991, Swedish Society SCD 1033, insp. 1974)
  - Monica Groop & Cord Garben (piano) (1996,cpo 999 499-2)
  - Torsten Mossberg & Anders Karlqvist (piano) (2012, Sterling CDA-1678, insp. 1997)
  - Karl Sjunnesson & Carl Rune Larsson (piano) (1999, Sveriges Radio GM 01, insp. 1968) Bilaga till Laila Barkefors biografi: "Det brinner en sol inom oss. Allan Pettersson – en tonsättares liv och verk"
  - Peter Mattei & Bengt-Åke Lundin (piano) (2022, BIS-SACD-2584)
- Utdrag ur Barfotasånger
  - Anders Larsson (baryton); Nordiska Kammarorkestern Sundsvall/Christan Lindberg (2007, BIS-CD-1690) [nr 2, 7, 10, 11, 13, 14, 20, 23 i orkestrering av Antal Doráti]
  - Olle Persson (baryton); Musica Vitae, Växjö/Petter Sundkvist (2006, Caprice CAP 21739) [nr 20, 23, 2, 7, 18, 13, 12, 11, 24, 14 och 15 i arr av Ingvar Karkoff för röst och stråkorkester]
  - Ola Sandström & Barfota-ensemblen (Tröstlösa Records TRCD005, 2016) [nr 1, 2, 5, 14, 15, 18, 20, 22, 24 i arr för röst och instrumentalensemble]
  - Erik Saedén (baryton); Stockholms Filharmoniska orkester/Antal Doráti (1973, Lyssna LY 74-4) [nr 2, 7, 10, 11, 13, 14, 20, 23 i orkestrering av Antal Doráti]
  - Bo Ohlgren & Mats Jansson (piano) (Mjay Mjay CD-2) [nr 6, 7 och 20]
  - Lisbeth Sandberg & Matti Hirvonen (piano) (Norrskensoperan NSOP 2) [nr 7 och 20]
  - Arne Domnérus (saxofon) & Gustaf Sjökvist (orgel) (1994, Proprius PRCD 9110) ["Min längtan" i arr för saxofon och orgel]
  - Frälsningsarmén i Stockholm, Vasakåren/Fredrik Andersson (2000, Festival FACD 015) ["Herren går på ängen" i arr för blåsorkester]
  - Mikael Samuelson & Nau-Ensemblen (1998, Sonet 539 977-2) [11 sånger i arr för röst och populärmusikensemble]
  - Carl Johan Falkman (baryton) & Carl Otto Erasmie (piano) (1982, Bluebell Records Bell 136) [nr 1, 2, 3, 4, 7, 11, 12, 13, 17, 20 och 22]
- Körarrangemang av Barfotasånger
  - Akademiska Kören i Stockholm/Eskil Hemberg (1971, Caprice CAP 21359) [nr 14, 22, 7, 21, 11, 13 i arr av Eskil Hemberg]
  - The Dale Warland Singers/Norman Luboff (1981, Walton Music WR 2) [nr 14, 22, 7, 21, 11, 13 i arr av Hemberg]
  - Kungsholms Kyrkokör/Elisabet Ekwing (1992, Kungsholms Kyrkokör KKCD 1688-1) [nr 7 & 14 i arr av Hemberg]
  - Mixtus Cantus/Mats Rydén (1990, Mixtus Cantus MCAN 9004) [nr 7 & 14 i arr av Hemberg]
  - John Kinell (tenor), Rilkeensemblen/Gunnar Eriksson (2005, Caprice CAP 21738) ["Vintervisa" i arr av Gunnar Eriksson]
- Vox humana, kantat för sångsolister, blandad kör och stråkorkester
  - Radiokören med solister & Radiosymfonikerna/Stig Westerberg (1976, BIS-CD-55)